# Johann Konrad Spangenberg
Johann Konrad Spangenberg, auch Johann Conrad Spangenberg (* 25. Januar 1711 in Homberg (Efze); † 19. Dezember 1783 in Marburg) war ein deutscher Mathematiker, Philosoph, Hochschullehrer und Anhänger eines freimaurerischen Hochgradsystems.

## Leben
Johann Konrad Spangenberg war der Sohn eines gleichnamigen Landbereiters in Homberg und dessen Ehefrau Katharina Elisabeth, geb. Adams, der Tochter eines Predigers. Schon sehr früh erwies er sich als sehr gelehrig, sodass er sich bereits 1726 als Fünfzehnjähriger an der Universität Marburg einschreiben konnte. Nach dem Willen seiner Eltern studierte er zunächst evangelische Theologie, wechselte aber 1728 unter dem Einfluss des Philosophen und Mathematikers Christian Wolff ins Fach Mathematik. Nebenher erlernte er eine ganze Reihe fremder Sprachen, darunter Hebräisch, Arabisch, Chaldäisch, Syrisch und Griechisch, aber auch Englisch, Französisch, Italienisch, Polnisch und Russisch. Christian Wolff übertrug ihm recht bald in der Mathematik Lehraufgaben für Studienanfänger.
Im Sommersemester 1737 begab sich Spangenberg auf eine Studienreise, zunächst nach Erlangen, dann zum Wintersemester nach Basel, wo er bis Februar 1738 blieb. Hier trat er mit Daniel Bernoulli in Kontakt.
Nach Marburg zurückgekehrt, nahm er wieder seine Lehrverpflichtungen in der Mathematik, besonders in Algebra wahr. Nach der Rückkehr Christian Wolffs an die Universität Halle beantragte Spangenberg 1741 die Erteilung einer Professur. Er wurde zum ordentlichen Professor der Mathematik, mit der Erlaubnis alle Teile der Philosophie zu lehren, ernannt und ihm wurde das Gehalt eines Philosophieprofessor bewilligt. Seine Antrittsvorlesung hielt er am 30. August 1742. Spangenbergs Lehre umfasste neben der reinen und angewandten Mathematik auch Logik und Metaphysik sowie Ethik, Politik und Naturrecht. Er war zwischen 1743 und 1757 mehrfach Dekan der Philosophischen Fakultät. Zu seinen Schülern zählten u. a. die Theologen Gottfried Schwarz und Johann Nikolaus Seip, der Orientalist Johann Wilhelm Schröder sowie noch vor seiner Ernennung zum Professor der als Student zu Christian Wolff gekommene russische Gelehrte Michail Wassiljewitsch Lomonossow.
Spangenberg ließ sich im Jahr 1765 aus Gesundheitsgründen von seinen beruflichen Pflichten entbinden.

## Lebensweise im Alter
Nach Entlassung aus den Pflichten des Professorenamts verkaufte Spangenberg Haus- und Grundbesitz sowie alle beweglichen Güter bis auf das Allernotwendigste und gab die Hälfte des Erlöses an die Armen. Er entließ sein Dienstpersonal und „bediente sich in allen Stücken selbst, worin er sich sonst hatte bedienen lassen und lebte äusserst mässig in Speise und Trank bis ans Ende seines Lebens. Nur Gott und religiösen Betrachtungen wollte er in Einsamkeit seine übrigen Tage widmen“ (Strieder, S. 170). Am Ende seines Lebenswegs war er auf wohltätige Unterstützung anderer angewiesen, die er auch dann noch immer mit Notleidenden zu teilen trachtete. Dieses Verhalten trug ihm den Ruf eines „Sonderlings“ und „religiösen Schwärmers“ ein.

## Rolle in der Freimaurerei
Spangenberg gehörte in seinem Wirkungsort Marburg nach Ausweis der vorhandenen Dokumente keiner der dortigen Freimaurerlogen an. Allerdings benennt ihn der Hochgrad-Freimaurer und ehemalige Rosenkreuzer Hans Heinrich von Ecker und Eckhoffen in seiner Schrift Abfertigung an den ungenannten Verfasser der verbreiteten sogenannten Authentischen Nachricht von den Ritter- und Brüder-Eingeweihten aus Asien (Hamburg 1788, S. 12) als tätiges Mitglied des Ordens der Ritter und Brüder St. Johannis des Evangelisten aus Asien in Europa, der auch unter der Bezeichnung Asiatische Brüder bekannt ist und eine im Wesentlichen rosenkreuzerische und kabbalistische Grundtendenz vertrat. Der Orden spielte eine zentrale Rolle bei der ersten Aufnahme jüdischer Mitglieder in die Freimaurerei auf dem europäischen Kontinent. Der erwähnte asketische Lebenswandel Spangenbergs im Alter könnte sich aus der Zugehörigkeit zu diesem Orden (bzw. zu gleichgesinnten Vorgängergesellschaften) erklären.